# Liga de Educación Política
La Liga de Educación Política fue una asociación formada en España en octubre de 1913, aunque no se presentó públicamente hasta 1914, en un acto celebrado en el Teatro de la Comedia, con un discurso de José Ortega y Gasset.
A ella pertenecieron, además del citado Ortega y Gasset, políticos y escritores como Manuel Azaña, Fernando de los Ríos, Américo Castro, Luis Araquistáin, Salvador de Madariaga, Luis Bello, Ramiro de Maeztu, Pablo de Azcárate, Manuel García Morente, Ángel Galarza, Lorenzo Luzuriaga, Antonio Machado, Enrique de Mesa, Federico de Onís, Antonio J. Onieva, Ramón Pérez de Ayala, Gustavo Pittaluga, Rodrigo Sanz, Ramón María Tenreiro, Agustín Viñuales, Luis de Zulueta o Enrique Díez Canedo, entre otros. Varios de ellos estuvieron vinculados con el Partido Reformista y la generación de 1914.